# تانديت 19 (تانديت الجنوبية)
تانديت 19 هو دُوَّار يقع بجماعة افرطيسة، إقليم بولمان، جهة فاس مكناس في المملكة المغربية. ينتمي الدوّار لمشيخة تانديت الجنوبية التي تضم 9 دواوير. يقدر عدد سكانه بـ 6 نسمة حسب الإحصاء الرسمي للسكان والسكنى لسنة 2004.

## روابط خارجية
- البوابة الوطنية للجماعات الترابية نسخة محفوظة 12 مارس 2018 على موقع واي باك مشين.
- المندوبية السامية للتخطيط